# Pacific Rim Tour
Il Pacific Rim Tour è un tour della cantante statunitense Whitney Houston, realizzato per promuovere l'album The Preacher's Wife del 1996.

## Scaletta del Tour
1. "I'm Every Woman"
2. "So Emotional"
3. "I Wanna Dance with Somebody (Who Loves Me)"
4. "All at Once"
5. "Saving All My Love for You"
6. "Greatest Love of All"
7. "Queen of the Night"
8. "My Name Is Not Susan"
9. "All the Man That I Need"
10. "A Song for You" (eseguita da Bobby Brown)
11. "Exhale (Shoop Shoop)"
12. "Freeway of Love"2
13. "Count on Me" (duetto con CeCe Winans)1
14. "In Return" (eseguita da CeCe Winans)1
15. "I Love the Lord"
16. "I Go to the Rock"
17. "My Prerogative" (eseguita da Bobby Brown)2
18. "I Will Always Love You"
19. "Step by Step"
20. "Something in Common" (duetto con Bobby Brown)3

1eseguita solo a Tokyo
2eseguita solo a Bangkok, Taipei e Hawaii.
3eseguita solo nelle Hawaii, Bangkok e Taipei

## Date
| Data           | Città      | Paese       | Luogo                                     |
| -------------- | ---------- | ----------- | ----------------------------------------- |
| Asia           |            |             |                                           |
| 5 maggio 1997  | Osaka      | Giappone    | Osaka-jō Hall                             |
| 7 maggio 1997  | Osaka      | Giappone    | Osaka-jō Hall                             |
| 8 maggio 1997  | Osaka      | Giappone    | Osaka-jō Hall                             |
| 13 maggio 1997 | Tokyo      | Giappone    | Tokyo Dome                                |
| 14 maggio 1997 | Tokyo      | Giappone    | Tokyo Dome                                |
| 20 maggio 1997 | Bangkok    | Thailandia  | Queen Sirikit National Convention Center  |
| Australia      |            |             |                                           |
| 21 maggio 1997 | Melbourne  | Australia   | The Palladium Crown Entertainment Complex |
| Asia           |            |             |                                           |
| 25 maggio 1997 | Taipei     | Taiwan      | Taipei Municipal Stadium                  |
| Nord America   |            |             |                                           |
| 29 maggio 1997 | Honolulu   | Stati Uniti | Aloha Stadium                             |
| 3 ottobre 1997 | Washington | Stati Uniti | DAR Constitution Hall                     |
| 5 ottobre 1997 | Washington | Stati Uniti | DAR Constitution Hall                     |

## Band
- Musical Director: Rickey Minor
- Basso: Rickey Minor
- Tastiere: Bette Sussman
- Tastiere: Wayne Linsey
- Batteria: Michael Baker
- Percussioni: Bashiri Johnson
- Chitarra: Paul Jackson Jr.
- Tromba: Raymond Brown
- Trombone: Reginald Young
- Vocalist: Pattie Howard, Sharlotte Gibson, Valerie Pinkston-Mayo
- Ballerini: Carolyn Brown, Merlyn Mitchell, Shane Johnson, Saleema Mubaarak